# Незамужняя женщина
«Незамужняя женщина» (англ. An Unmarried Woman) — американская комедийная драма 1978 года, рассказывающая историю о богатой нью-йоркской женщине Эрике Бентон, чья «идеальная» жизнь разрушается, когда её супруг Мартин, биржевой брокер, оставляет её ради более молодой женщины. Картина показывает попытки Эрики привыкнуть к незамужней жизни, её смущение, печаль и ярость. По мере развития её жизни, она налаживает связь с несколькими друзьями и находит своё вдохновение, считает себя более счастливой, что она вновь свободна. Фильм также затрагивает общую сексуальную раскрепощённость 1970-х годов. В конце концов Эрика находит свою любовь с грубым, но чувственным британским художником. 10 января 2006 года фильм был выпущен на DVD.

## Актёрский состав
- Джилл Клейберг — Эрика Бентон
- Алан Бейтс — Сол Каплан
- Майкл Мерфи — Мартин Бентон
- Клифф Горман — Чарли
- Пэт Куинн — Сью Миллер
- Келли Бишоп — Элейн Либовиц
- Лиза Лукас — Пэтти Бентон
- Дэниел Сельцер — доктор Джейкобс
- Эндрю Дункан — Боб
- Дэниель Сельтцер — доктор Джеqкобс
- Мэттью Аркин — Фил
- Пенелопа Русянофф — Таня Беркел
- Новелла Нельсон — Джин Старрет
- Рэймонд Дж. Бэрри — Эдвард Торо
- Айвен Карп — Херб Роуэн

## Награды
Фильм трижды номинировался на премию «Оскар» в номинациях «за лучшую картину», «за лучшую женскую роль» (Джилл Клейберг) и «за лучший сценарий».
Джилл Клейберг была удостоена приза за лучшую женскую роль на Каннском кинофестивале 1978 года.

## Критика
Винсент Кэнби писал: «Мисс Клейберг показала самую выдающуюся актёрскую игру в этом году. Мы видим в ней борьбу рассудка с чувствами — разума, загнанного в угол напором потребностей».